# Forcipiger wanai
Forcipiger wanai là một loài cá biển thuộc chi Forcipiger trong họ Cá bướm. Loài này được mô tả lần đầu tiên vào năm 2012.

## Từ nguyên
Từ định danh wanai bắt nguồn từ tên thông thường của loài cá này được đặt bởi cư dân bản địa nói tiếng Wandammen sống ở bờ tây nam của vịnh Cenderawasih.

## Phạm vi phân bố và môi trường sống
F. wanai là loài đặc hữu của Indonesia, hiện chỉ được tìm thấy tại vịnh Cenderawasih ở phía bắc tỉnh Tây Papua. F. wanai sống tập trung trên các rạn viền bờ ở độ sâu khoảng 5–40 m.

## Mô tả
F. wanai có chiều dài cơ thể lớn nhất được ghi nhận là 17 cm. F. wanai có kiểu hình khá giống với hai đồng loại của nó, Forcipiger flavissimus và Forcipiger longirostris, đặc biệt là phần mõm dài. Phần đầu của cả ba loài này đều có màu đen ở nửa trên và trắng xám ở nửa dưới, và có một đốm đen ở cuối vây hậu môn. Tuy nhiên, thân của F. flavissimus và F. longirostris có màu vàng tươi, còn thân của F. wanai lại có màu vàng nâu sẫm và chuyển sang màu vàng cam ở các vây lưng và vây hậu môn (vây bụng vàng tươi, còn vây đuôi và vây ngực trong suốt). Phía sau đầu của F. wanai có thêm một dải màu vàng tươi. Vây lưng và vây hậu môn có viền màu xanh lam óng như hai loài Forcipiger kia.
Kiểu hình màu nâu đen hoàn toàn do cơ thể sản sinh quá nhiều hắc tố đều được ghi nhận ở cả ba loài Forcipiger, tuy nhiên, kiểu hình này cực kỳ hiếm gặp ở F. wanai. Về mặt di truyền, F. wanai có quan hệ gần nhất với F. longirostris.
Số gai ở vây lưng: 11; Số tia vây ở vây lưng: 24–25; Số gai ở vây hậu môn: 2; Số tia vây ở vây hậu môn: 18–19; Số tia vây ở vây ngực: 15–16; Số gai ở vây bụng: 1; Số tia vây ở vây bụng: 5; Số vảy đường bên: 56–65.

## Sinh thái học
Thức ăn của F. wanai là các loài động vật giáp xác nhỏ như F. flavissimus và F. longirostris. Loài này thường được quan sát là sống theo cặp.